# العلاقات القطرية الكويتية
العلاقات الكويتية القطرية، هي العلاقات الخارجية بين الكويت وقطر. وكلاهما منضمان إلى مجلس التعاون لدول الخليج العربية.
تُعتبر العلاقات مبنية على أواصر المحبة ومتانة وعمق العلاقات بين البلديّن، حيث وصف وزير داخلية الكويت في 2014 بأن العلاقات مبنية على أسس قوية قوامها الأخوة والمصير المشترك، كما حضر أمير قطر الشيخ تميم بن حمد آل ثاني جانباً من الحفل الذي أقامته سفارة الكويت بمناسبة العيد الوطني الرابع والخمسين في 2015.
في 1990، كانت قطر من ضمن الدول التي أدانت الغزو العراقي على الكويت، كما ساندت بدعم قوات من الجيش في معركة الخفجي.
في بدايات 2014، قامت الكويت بلعب دور التهدئة أثناء أزمة سحب السفراء في الخليج. 
في 2017، قامت الكويت بقيادة أمير الكويت الشيخ صباح الأحمد الصباح بلعب دور الوسيط أثناء قطع العلاقات الدبلوماسية مع قطر.